# محمد يوسف (داعية)
محمد يوسف (بالإنجليزية: Mohammed Yusuf) هو داعية نيجيري، ومؤسس بوكو حرام، ولد في 29 يناير 1970 في ولاية يوبي في نيجيريا، وتوفي في 30 يوليو 2009 في مايدوغوري في نيجيريا بسبب إصابة بعيار ناري وإعدام رميا بالرصاص.

## وصلات خارجية
- محمد يوسف على موقع الموسوعة البريطانية (الإنجليزية)